# Jezusovo trpljenje
Za umetniške upodobitve Jezusovega trpljenja glej: Pasijon
Jezusovo trpljenje, tudi Jezusov pasijon, imenujemo obdobje v življenju Jezusa Kristusa od zadnje večerje do smrti na križu. Izraz pasijon pomeni tudi umetniško upodobitev Jezusovega trpljenja. Del tega trpljenja opisuje tudi križev pot. 
Opis Jezusovega trpljenja navajajo vsi štirje kanonični evangeliji. Opis trpljenja se začne z namero Jude Iškarijota, da bo Jezusa izdal. Po večerji, ki jo danes imenujemo zadnja večerja, se je Jezus z apostoli odpravil na vrt Getsemani na Oljski gori. Že pri večerji je Jezus napovedal, da ga bo eden od njih izdal, po poti je napovedal še, da se bodo njegovi učenci zbali in se razbežali. Peter je protestiral, da ga ne bo zapustil, Jezus pa mu je odvrnil: »Resnično, povem ti: To noč, preden bo petelin zapel, me boš trikrat zatajil.« 
Potem je Jezus molil na vrtu, Juda Iškarijot pa je šel po vojake in po hlapce velikega duhovnika. Pripeljal jih je k Jezusu in ti so Jezusa odpeljali pred judovski veliki zbor, ki ga je vodil veliki duhovnik Kajfa. Jezusa so zasliševali, vendar pa je šlo v bistvu za montirani proces, saj je bil v očeh judovskih duhovnikov Jezus kriv že pred začetkom procesa. Med zasliševanjem je bil apostol Peter na dvorišču, kjer res trikrat zatrdil, da Jezusa ne pozna. Po tem je zapel petelin in Peter se je spomnil Jezusovih besed.
Veliki zbor je obsodil Jezusa na smrt zaradi bogokletja, ker pa niso imeli pooblastil, da bi ga usmrtili, so ga odpeljali k Ponciju Pilatu, rimskemu upravitelju Judeje. Da bi dosegli usmrtitev, so rekli, da se je Jezus oklical za judovskega kralja in da je zato nevaren rimskim oblastem. 
Pilat se ni hotel vtikati v judovske zadeve, zato je Jezusa poslal k Herodu - ker je bil Jezus Galilejec, naj bi spadal pod Herodovo jurisdikcijo. Herod je bil vesel, da je imel priložnost govoriti z Jezusom in je upal, da bo Jezus uprizoril kakšen čudež, kar pa se ni zgodilo. Po zaslišanju, ki pa ni imelo efekta, ker Jezus ni hotel odgovarjati, ga je Herod poslal nazaj k Pilatu.
Pilat je Jezusa vprašal: »Si ti judovski kralj?« Jezus pa je odgovoril: »Ti tako praviš.« Po tem je Pilat ponudil ljudstvu, da enega zapornika pomilosti. Ljudje pa so bili nahujskani in so dosegli, da je Pilat izpustil drugega zapornika - rekli so mu Baraba. Ko so ljudje še kar vztrajali, da je treba Jezusa križati, si je Pilat umil roke in izjavil, da noče imeti nič s smrtjo tega človeka.
Po tem je dal Pilat Jezusa bičati. Domnevno so Jezusa privezali na steber in bičali s posebnim bičem, ki je imel med jermene vpletene ostre koščke kovine. Namen takega bičanja je bil seveda povzročiti kar čim hujše bolečine. Po bičanju so vojaki odvedli Jezusa na dvorišče, kjer so se mu še dodatno posmehovali, ga boksali, brcali in ga okronali s trnovo krono.
Nekateri zgodovinarji trdijo, da so Rimljani uporabljali opisano obliko bičanja predvsem za ljudi, ki niso bili obsojeni na smrt, in da to kaže, da je mislil Pilat po bičanju Jezusa izpustiti. Vsekakor je Pilat Jezusa po bičanju še enkrat pokazal množici. Pri tem je izrekel slavne besede: »Glejte, človek!« (latinsko »Ecce, homo!«) Judovski duhovniki pa so še naprej vzpodbujali množico, da je zahtevala Jezusovo smrt, zato je Pilat izročil Jezusa rabljem, da ga križajo.
Jezusu so naložili križ (nekateri zgodovinarji pravijo, da to pomeni samo vodoravno prečko) in ga odgnali na Golgoto. Kar je bil tako zdelan, da je komaj hodil, so vojaki prisilili nekega Simona iz Cirene, da mu je pomagal nositi križ. Pred križanjem so Jezusa slekli in kockali za njegovo obleko. Križali so ga verjetno tako, da so mu pribili po en žebelj skozi vsako zapestje in še en žebelj skozi obe stopali. Nad njegovo glavo so postavili napis, ki ga je sestavil Pilat: »Jezus Nazarečan, judovski kralj« (latinsko »Iesus Nazarenus, Rex Iudaeorum«, od tod akronim INRI nad razpelom).  Judovski duhovniki so želeli drugačen napis: »Jezus, ki je govoril, da je judovski kralj,« Pilat pa je vztrajal pri svojem.
Skupaj z Jezusom so križali še dva razbojnika - enega levo in enega desno od Jezusa. Eden od razbojnikov se je na križu pokesal svojih grehov in Jezus mu je rekel: »Resnično, povem ti: Danes boš z menoj v raju.« 
Pozneje je Jezus potožil »Moj Bog, moj Bog, zakaj si me zapustil?« To so ene od redkih Jezusovih besed, ki so v Svetem pismu navedene tudi v originalu - v aramejščini: »Elí, Elí, lemá sabahtáni?«  Kmalu po tem je Jezus še zavpil z močnim glasom: »Oče, v tvoje roke izročam svojega duha.« In ko je to rekel, je izdihnil.
Po tem so vojaki prišli polomit noge križanim. To je bil običajni postopek, namenjen hitrejši smrti in ne povečanju mučenja: če se križani ni mogel podpirati z nogami, se je hitreje zadušil. Jezusu niso polomili nog, ker je bil že mrtev - smrt je ugotovil rimski vojak, ki mu je prebodel prsni koš s sulico.

## Galerija
- Jezusov pogreb (Carl Bloch, med 1865 in 1879)
- Snemanje s križa (Józef Unierzyski, 1887)
- Skulpturi razpela (v ozadju) in Marije z Jezusom (Pietà), 14. in 15. stoletje, Narodna galerija Slovenije